# Бетесда (терраса и фонтан)
Бетесда (англ. Bethesda) — двухъярусная терраса и фонтан в Центральном парке Нью-Йорка, одни из центральных и наиболее известных объектов этой зоны отдыха. Названы в честь одноимённой иерусалимской купальни, упомянутой в Евангелии от Иоанна. Терраса построена в 1859—1865 годах архитекторами Калвертом Воксом и Джейкобом Моулдом, при этом Вокс считал её своим лучшим творением. В 1873 году фонтан нижнего яруса украсила скульптурная композиция «Angel of the Waters» работы Эммы Стеббинс.

## История

### Строительство террасы

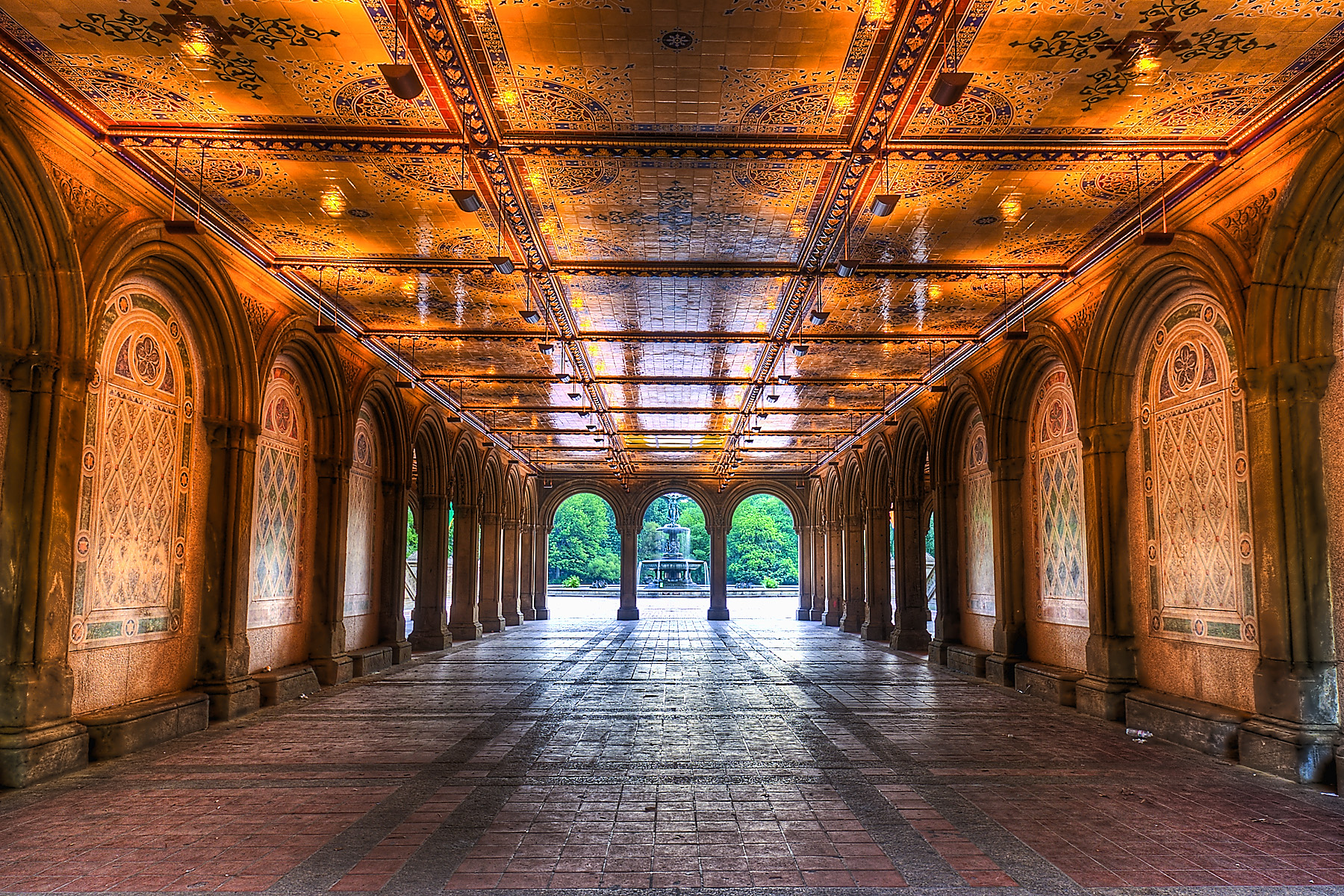
Аркадный зал с выходом к фонтану

Архитекторы Фредерик Олмстед и Калверт Вокс в плане обустройства Центрального парка обозначили террасу как промежуточный элемент между северным концом променада и озером, на котором предполагалось оборудовать каток. По мнению авторов, ступенчатая структура усилит эффект живописного пейзажа между открывающимся видом в конце аллеи и скалистым возвышением на другом берегу озера. Строительство террасы продолжалось с 1859 по 1865 годы, когда на только что образованном водоёме уже собирались любители фигурного катания.
Бо́льшую часть проектной работы выполнил Калверт Вокс. Он разделил объект на три части: помимо верхнего и нижнего ярусов, терраса также должна была включать в себя зал или туннель в виде архитектурной аркады. Верхний ярус террасы представлял собой смотровую площадку с видом на озеро и замок Бельведер, с двумя парадными лестницами по сторонам. По нему также проходила дорога для лошадей и повозок, перпендикулярная променаду. Богато украшенный туннель, в который можно было спуститься по широкой лестнице в конце аллеи, выполнял функцию подземного перехода под проезжей частью и выходил напрямую к фонтану. Архитектор настоял на использовании достаточно дорогого на тот момент материала — привезённого из канадского Нью-Брансуика песчаника, который, по его мнению, хорошо сочетался с изобилием зелени в парке. В частности, из этого камня были изготовлены балюстрада, колонны и арки. По проекту помощника Вокса Джейкоба Моулда, потолок туннеля украсили цветными изразцами, изготовленными британской компанией Mintons. По его же решению все столбики и ограждения террасы были дополнены панно — резными композициями на тему различных проявлений природы. Так, на балясинах перил лестничных маршей можно увидеть животных и растения, символизирующие времена года. На горельефах столбиков возле лестницы в туннель изображены образы, характерные для дня или ночи: в первом случае солнце и кричащий петух, во втором — сова, летучая мышь, светильник Джека и ведьма на метле.

### Angel of the Waters

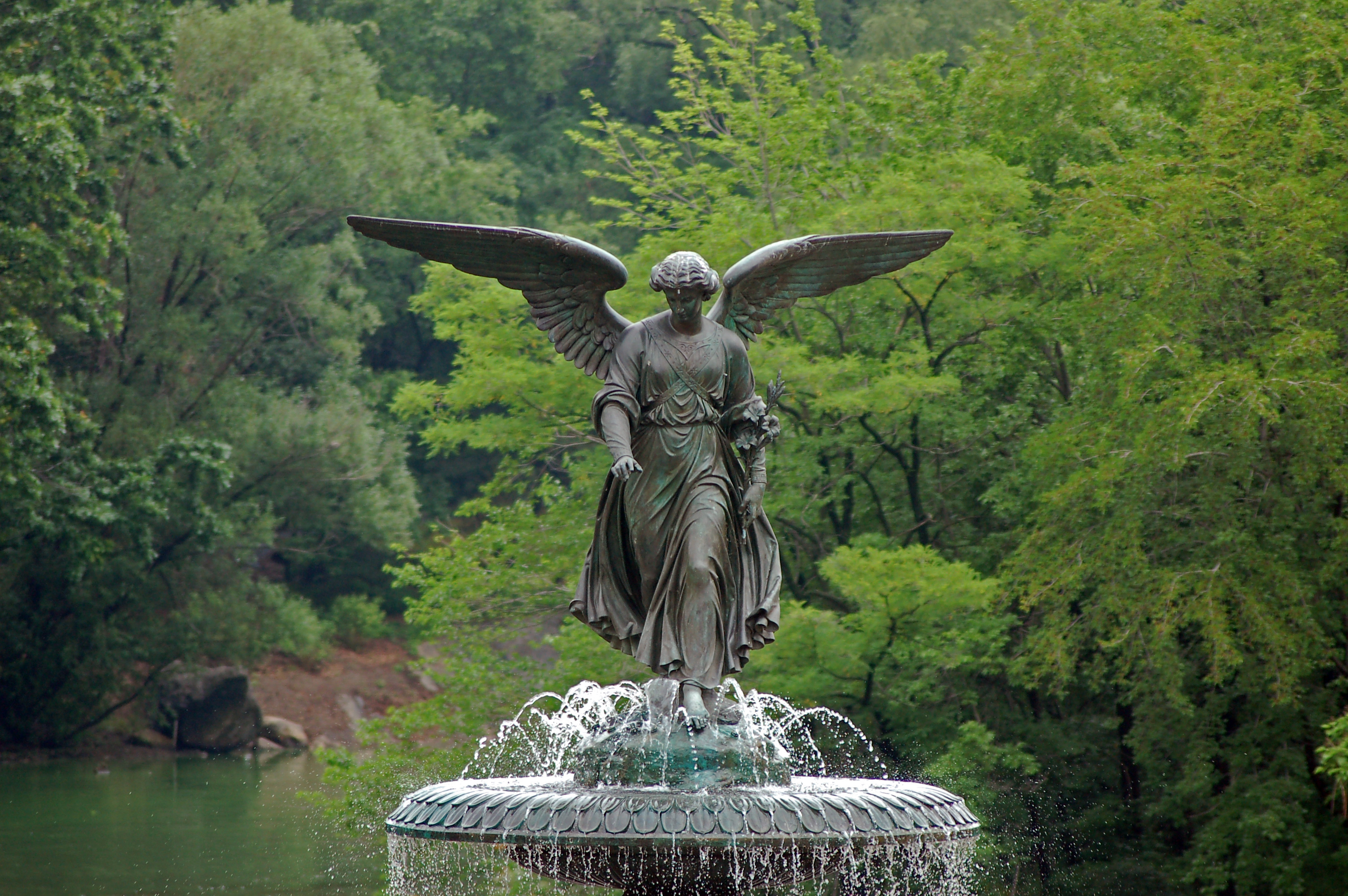
Фигура ангела

На нижней террасе Вокс спроектировал фонтан, состоящий из трёхуровневой каменной чаши в бассейне. Диаметр бассейна составлял около 29 м. За образец были взяты два аналогичных сооружения, построенные на парижской Площади Согласия в 1840 году по проекту Жака Гитторфа. В 1862 году Вокс и Моулд предложили поставить по периметру нижнего яруса 26 памятников прославленным американцам, однако эта затея не нашла поддержки у Совета уполномоченных парка, признавших её слишком расточительной. Вместо этого попечители вне конкурса предложили создать скульптурную композицию для фонтана Эмме Стеббинс, родной сестре президента Совета Генри Стеббинса (Henry Stebbins). Сам руководитель попечительской организации, по совместительству занимавший пост главы Нью-Йоркской фондовой биржи, сумел собрать частные пожертвования на строительство фонтана, благодаря чему бюджет проекта вырос с 8 до более чем 63 тыс. долларов.
Отлитая в 1870 году в Мюнхене композиция в стиле неоклассицизма получила название «Angel of the Waters», а сам фонтан и окружающая его терраса «Бетесда» в честь библейского сюжета. Центральную часть композиции занимает фигура ангела в виде мускулистой женщины с расправленными крыльями, который подобно ангелу из Евангелия от Иоанна «возмущает» и делает целебной воду находящейся перед ним купальни. Фонтан снабжался пресной водой из построенного в 1842 году акведука Кротон, и Стеббинс считала эту чистую и целебную воду подарком для жителей города, сравнивая его с библейской историей. Под верхней чашей, на которой стоит ангел, можно увидеть образы четырёх херувимов, олицетворяющих символы пуританской этики: сдержанность, чистоту, здоровье и мир.
Официальное открытие композиции состоялось в 1873 году. Современные издания акцентируют внимание на негативные отзывы критиков того времени. Помимо обвинений в кумовстве, многие считали изображение ангела грубым, уродливым и отталкивающим. В качестве примера приводится одно сравнение центральной фигуры «с танцующей польку служанкой».

### Упадок и восстановление
В 60-е годы XX века, когда руководство Центрального парка взяло курс на либерализацию правил поведения, терраса стала популярным местом тусовок афроамериканцев и пуэрториканцев из близлежащего Гарлема, а также хиппи и других неформальных молодёжных объединений. Возле фонтана играли на гитарах, слушали громкую латиноамериканскую музыку, метали диски, курили марихуану и открыто демонстрировали свои сексуальные предпочтения. C наступлением бюджетного кризиса в 70-е контроль над парком ещё более ослаб, и объекты парка подверглись частым актам вандализма. В частности, балюстрада и стены террасы покрылись граффити и резными надписями, в неработающем фонтане плавали пивные банки и прочий мусор, из аркадного зала исчезли позолоченные элементы декора.
Ситуация изменилась к лучшему в начале 80-х годов, когда Департамент парков Нью-Йорка заключил контракт с частной некоммерческой организацией Central Park Conservancy на проведение реставрационных работ. По этой причине в 1984—1985 годах терраса и фонтан были частично закрыты для посетителей. Детали экстерьера поднимали на строительных кранах и транспортировали в мастерские. Утраченные элементы изготавливали вновь по сохранившимся фотографиям, стараясь в точности воспроизвести первоначальный вид. Песчаник импортировали из того же самого карьера, что и оригинал для сохранения характерного серо-голубого оттенка. В 1983 году были сняты пострадавшие от протечек изразцы потолка аркадного туннеля, созданы новые бетонные перекрытия. Реставрация керамики стала возможной только в 2004 году, когда были выделены соответствующие средства. Открытие аркады в первоначальном виде состоялось в марте 2007 года.

## Галерея

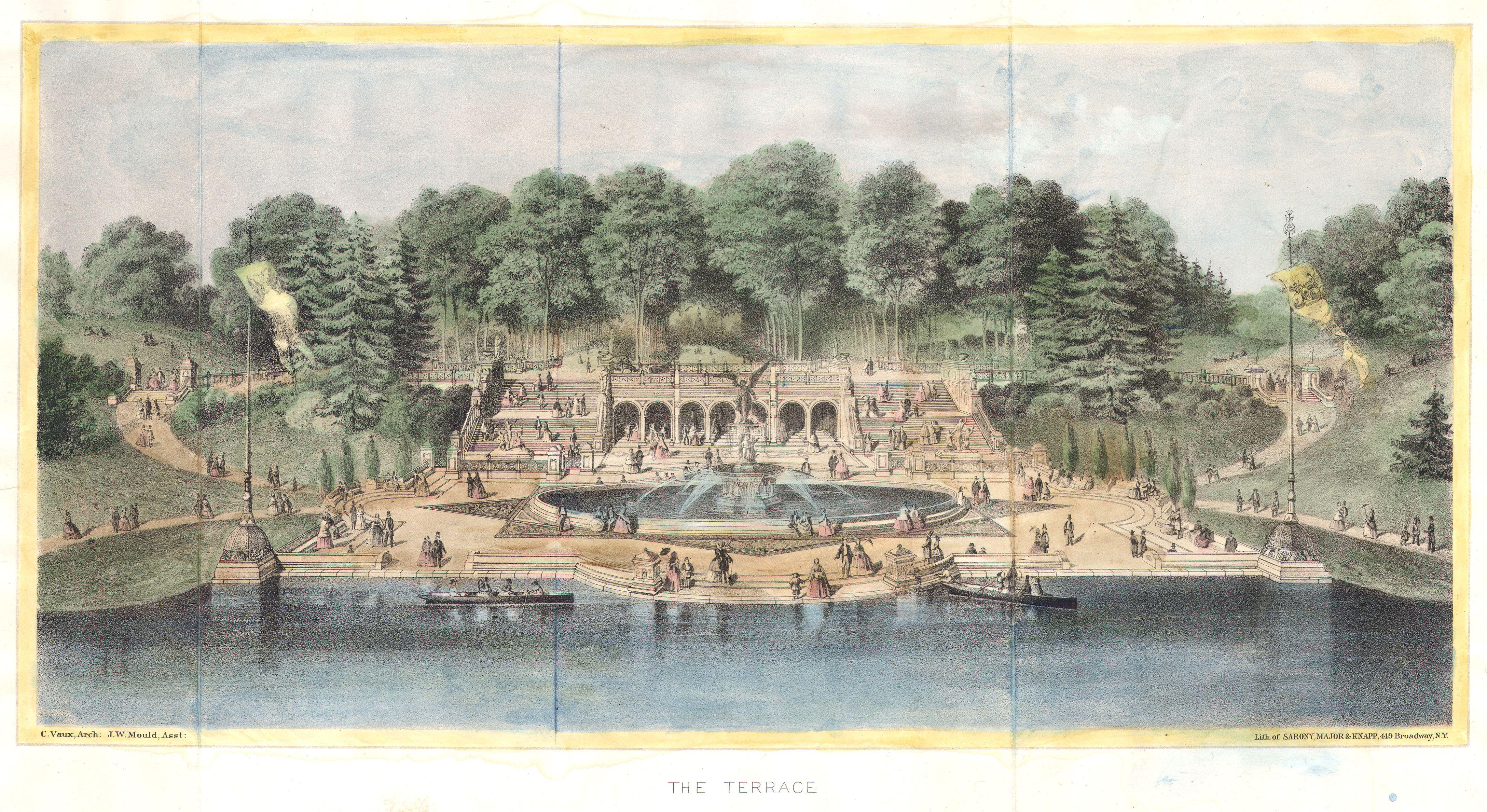
Гулянья на террасе. 1868 год
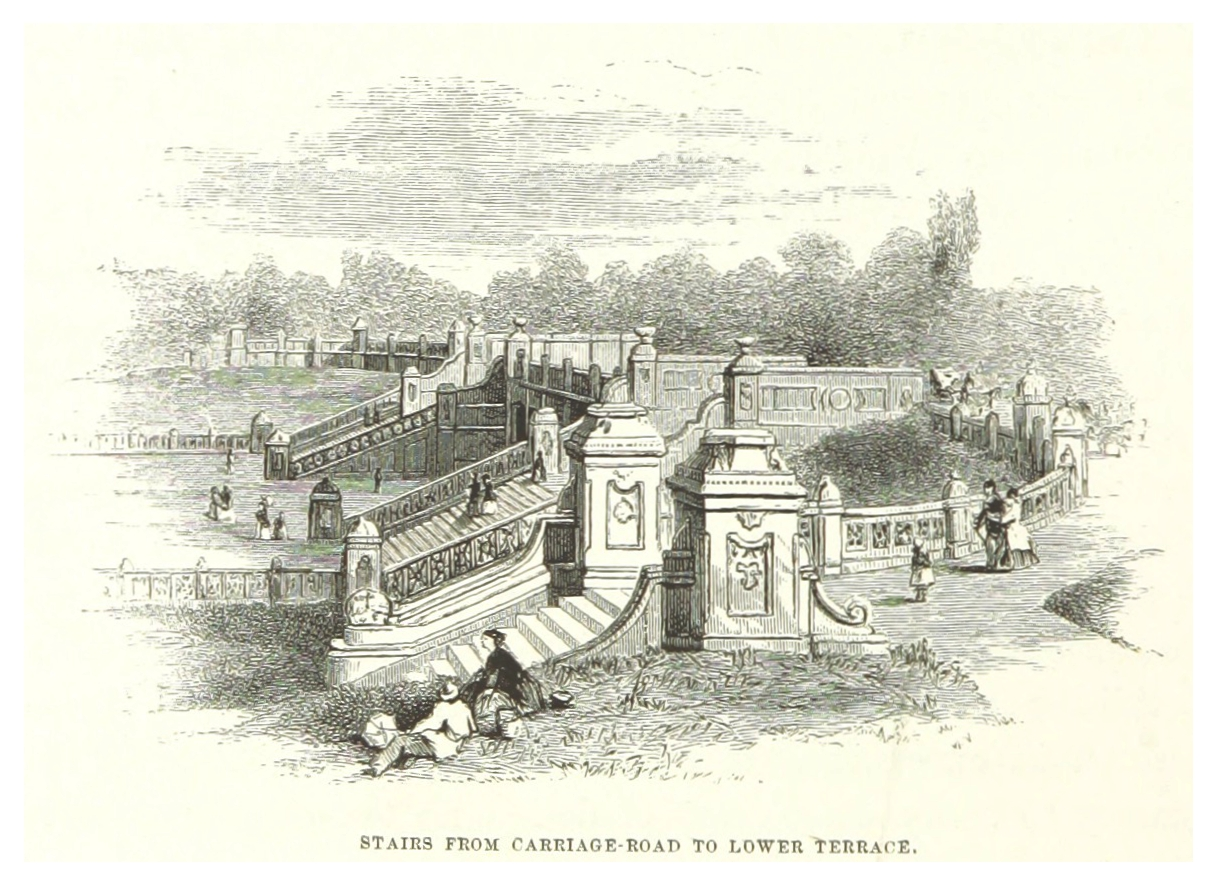
Балкон и лестницы, ведущие на нижний ярус. 1869 год
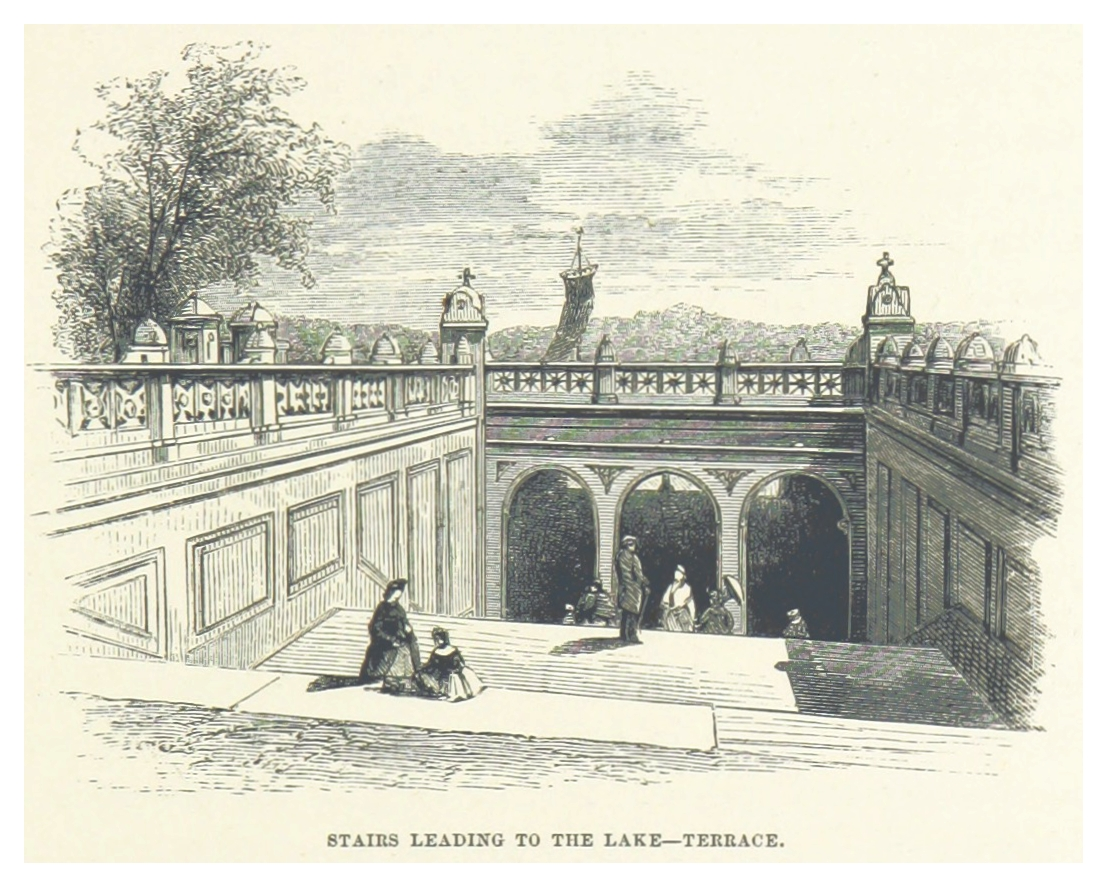
Вход в аркадный туннель со стороны променада. 1869 год
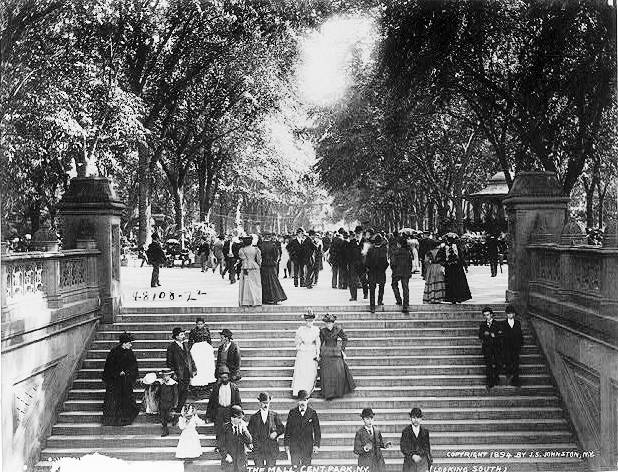
Вид на променад со стороны террасы. 1894 год
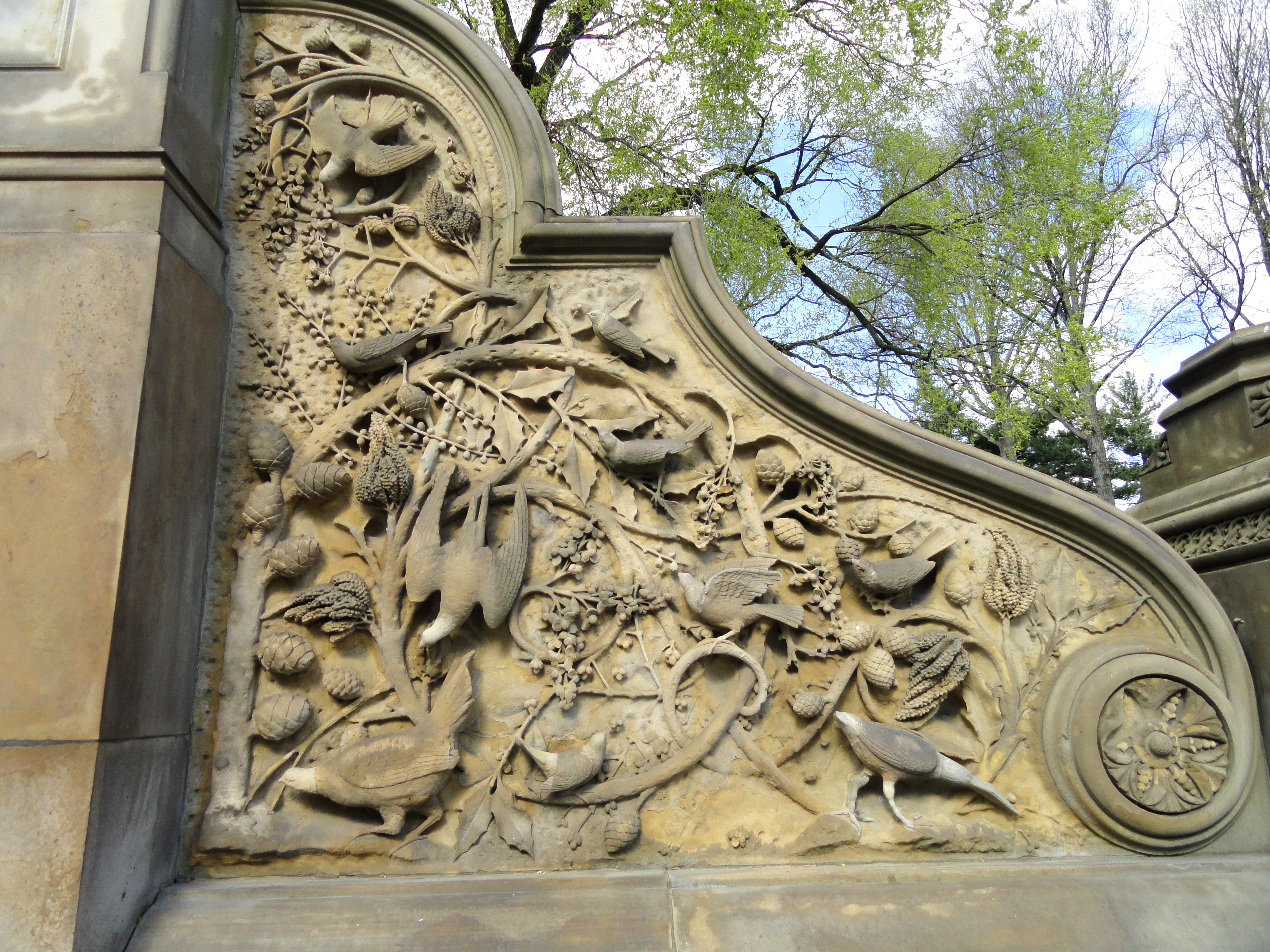
Стойка перил боковой лестницы c резными изображениями птиц и растений летом
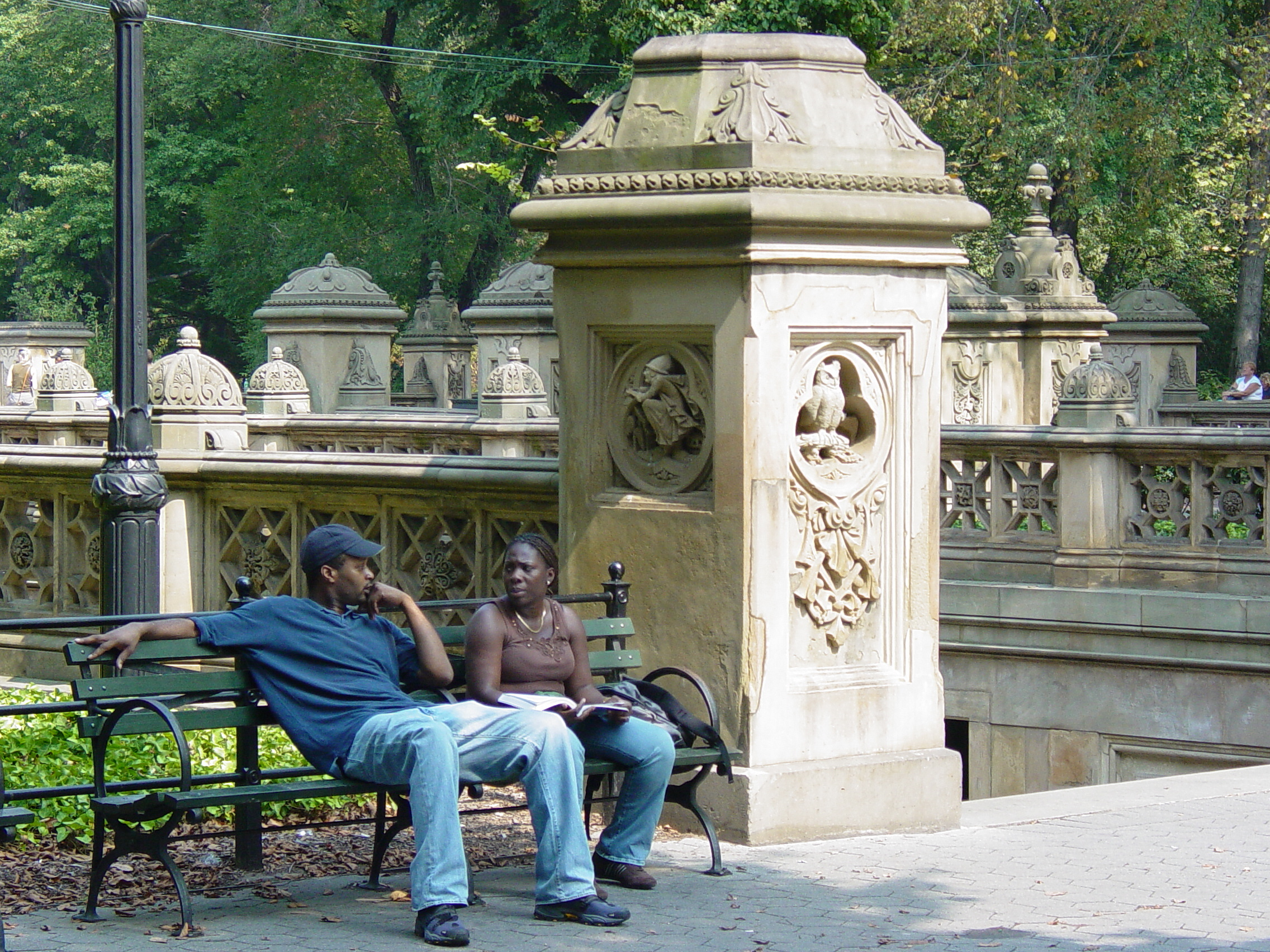
Столбики возле лестницы с изображением ночных символов
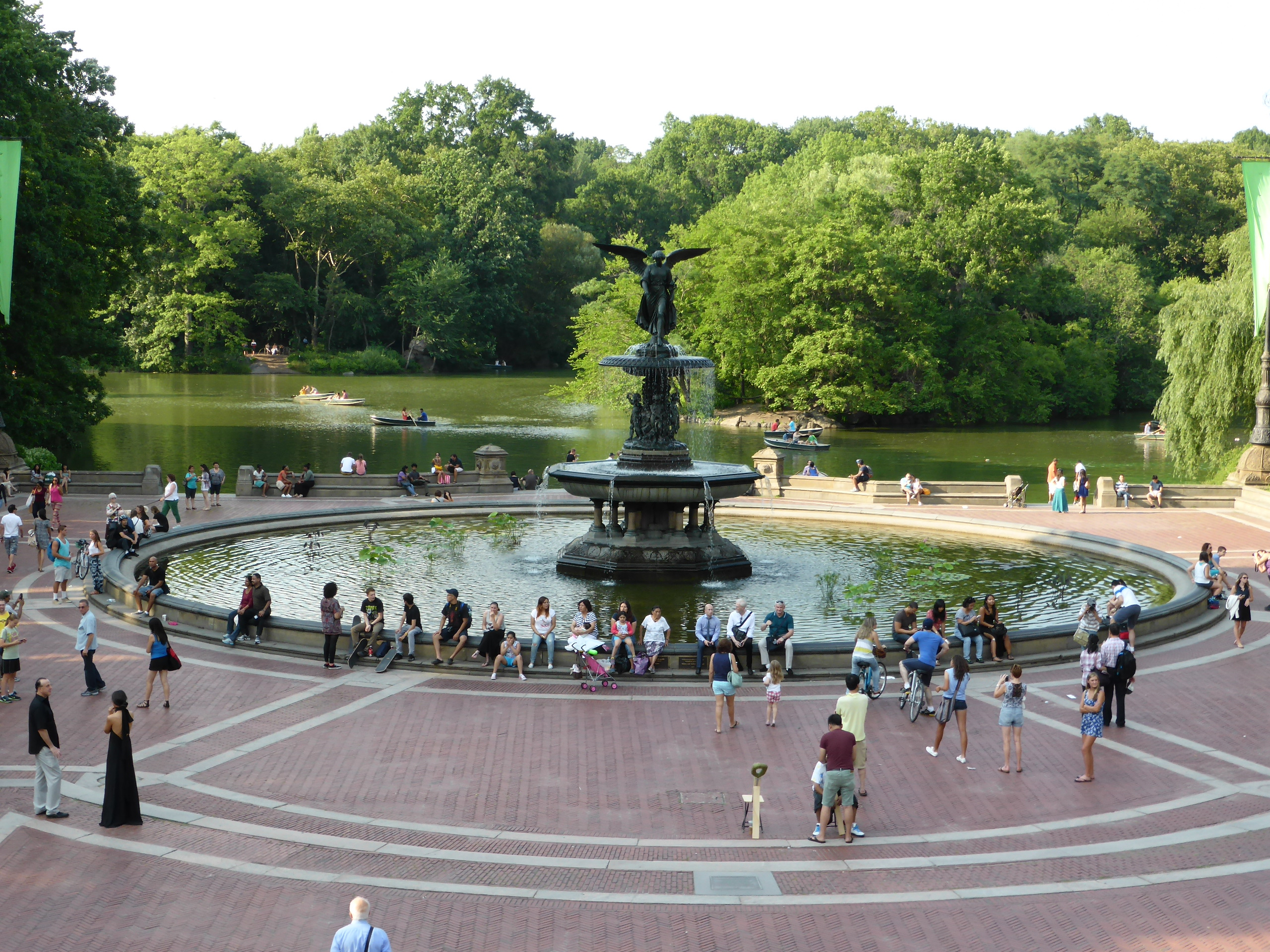
Общий вид фонтана
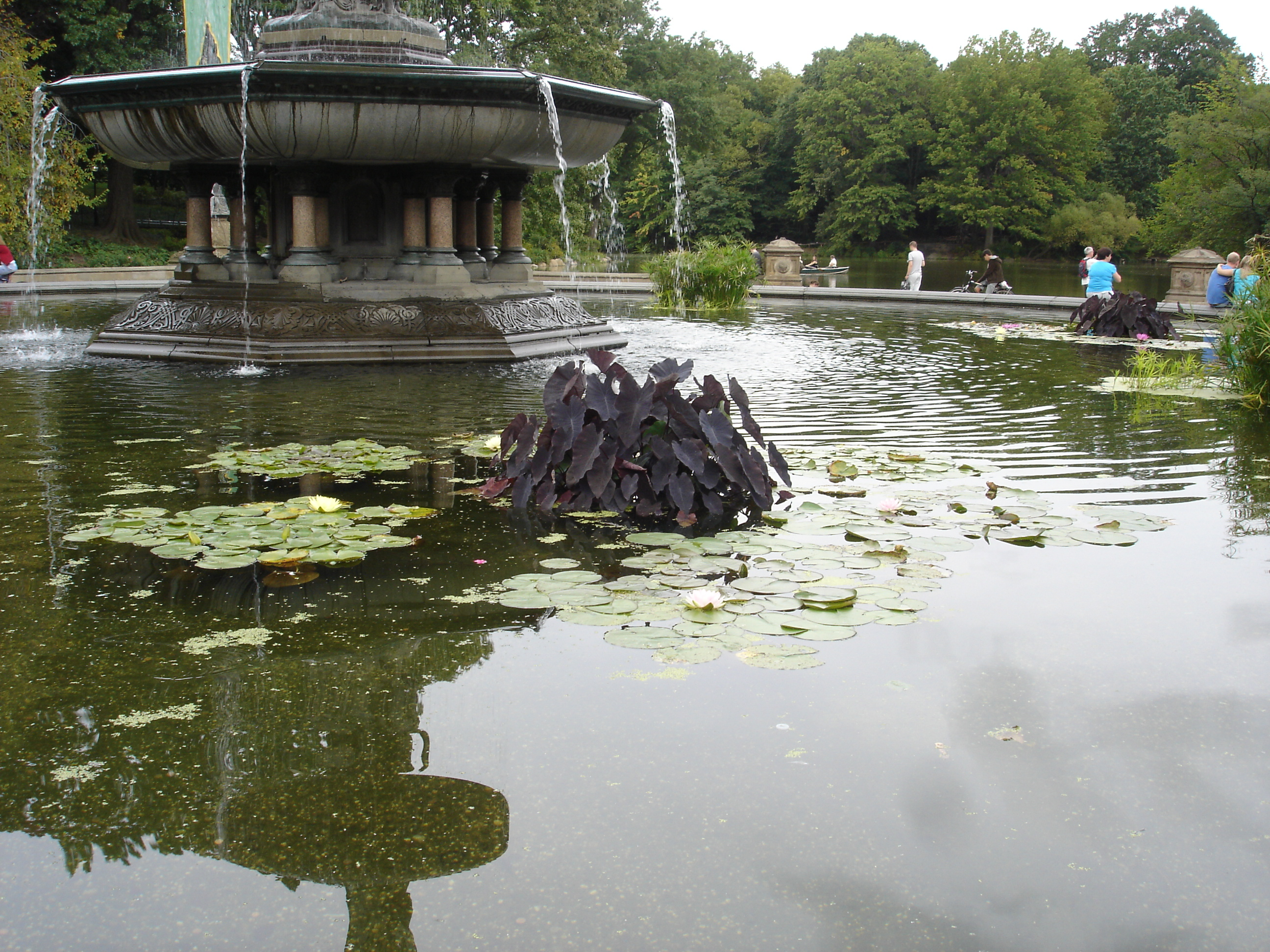
Как и в конце XIX века, в бассейне фонтана высажены лилии и другие водные растения

## Комментарии
1. ↑  Ширина туннеля 8,8 м; высота 4,9 м. См.: Slavicek, 2009, p. 79—80
2. ↑  В книге Луизы Славичек говорится о почти 16 тыс. плиток общим весом 50 тонн. В описании парка Кларенса Кука 1876 года утверждается, что плиткой был также покрыт пол туннеля
3. ↑  В оригинале: «servant girl executing a polka»